# Hello Everything
Hello Everything è un album discografico del musicista gallese Squarepusher, pubblicato nel 2006.

## Tracce
1. Hello Meow – 4:31
2. Theme from Sprite – 2:57
3. Bubble Life – 2:53
4. Planetarium – 6:09
5. Vacuum Garden – 6:02
6. Circlewave 2 – 3:53
7. Cronecker King – 0:48
8. Rotate Electrolyte – 7:48
9. Welcome to Europe – 4:32
10. Plotinus – 7:36
11. The Modern Bass Guitar – 5:38
12. Orient Orange – 10:54